# Przemysław Angerman
Przemysław Angerman (ur. 11 grudnia 1975 w Krakowie) – polski scenarzysta i reżyser.

## Życiorys
Jest absolwentem Wydziału Filozofii Uniwersytetu Warszawskiego. Jest autorem scenariuszy do filmów i seriali: Skazany na bluesa (reż. Jan Kidawa-Błoński), Fala zbrodni, Bao-Bab, czyli zielono mi. Jako reżyser produkcji fabularnej zadebiutował filmem Jak to się robi z dziewczynami (2002). Reżyserował seriale Fala zbrodni, Tylko miłość, Samo życie, Zakręcone oraz fabułę Wyjazd integracyjny. Twórca wideoklipów m.in. WWO, Molesty czy Varius Manx
W swoim dorobku ma następujące nagrody: Nagrodę specjalną za poczucie humoru na szczecińskim Małym Przeglądzie Form Dokumentalnych za film dokumentalny Bajobongo (1999), Nagrodę „Video Studio Gdańsk” dla najlepszego filmu komediowego (nagroda pozaregulaminowa) na XXVIII Festiwalu Polskich Filmów Fabularnych w Gdyni (2003) za film Jak to się robi z dziewczynami, Nagrodę Publiczności „Granatowy Granat” na Ogólnopolskim Festiwalu Filmów Komediowych w Lubomierzu za film Wyjazd integracyjny (2012) oraz Węża za najgorszy film w 2012 roku (Wyjazd integracyjny).
Jako pisarz debiutował powieścią Miłość i inne niepotrzebne sytuacje. Jest też autorem powieści science-fiction Tożsamość Rodneya Cullacka.

## Filmografia
Reżyser
- Bajo Bongo (1998)
- Jak to się robi z dziewczynami (2002)
- Samo życie (2002–2010)
- Panienki (2004)
- Zakręcone (2005)
- Fala zbrodni (2006–2007)
- Tylko miłość (2007–2009)
- Rodzina zastępcza (2009)
- Wyjazd integracyjny (2011)
- Spokojnie, to tylko ekonomia! (2015)
- Zziajani (2015)

Scenarzysta
- M jak miłość (2000)
- Jak to się robi z dziewczynami (2002)
- Fala zbrodni (2003–2007)
- Bao-Bab, czyli zielono mi (2003)
- Skazany na bluesa (2005)
- Dziki 2: Pojedynek (2005)
- Wyjazd integracyjny (2011)

Aktor
- Jak to się robi z dziewczynami (2002) jako Pulchny, największy podrywacz w mieście